# Ectinorhynchus divisus
Ectinorhynchus divisus är en tvåvingeart som först beskrevs av Walker 1850.  Ectinorhynchus divisus ingår i släktet Ectinorhynchus och familjen stilettflugor. Inga underarter finns listade i Catalogue of Life.